# Contratto sociale
Il contratto sociale è, secondo alcuni pensatori, alla base della nascita della società, ossia di quella forma di vita in comune che sostituisce lo stato di natura, in cui gli esseri umani vivono in una condizione di instabilità e insicurezza per la mancanza di regole riguardo a quelli che sono i loro diritti e doveri.
Il contrattualismo comprende quelle teorie politiche che vedono l'origine della società in un contratto tra governati e governanti, che implica obblighi precisi per ambedue le parti. In questa concezione il potere politico si fonda su un contratto sociale che pone fine allo stato di natura, segnando l'inizio dello stato sociale e politico.
Accettando spontaneamente le leggi che vengono loro imposte, le persone perdono una parte della loro assoluta e (potenzialmente) pericolosa libertà per assicurarsi una maggiore tranquillità e sicurezza sociali. Nel momento in cui il patto viene violato, il potere politico diventa illegittimo; di conseguenza il diritto di resistenza e ribellione viene legittimato.
Si considerano contrattualisti quei pensatori che muovono da tale sintassi del discorso. Lo stato di natura, benché sia solitamente considerato punto di partenza del discorso contrattualista, non ha una definizione universalmente accettata, poiché si considera essenzialmente come mera ipotesi logica. Fra i maggiori contrattualisti vanno annoverati Thomas Hobbes, John Locke e Jean-Jacques Rousseau.

## Origini della teoria contrattualista
La riflessione sulla posizione dell'individuo all'interno della società, ossia inteso come cittadino, costituisce il fondamento di qualunque teoria propriamente politica.
Ogni teoria politica non può evitare di affrontare il problema della nascita del concetto stesso di “politico” e del suo stretto rapporto con le istanze che lo precedono e che costituiscono il criterio di orientamento dell'agire in società, che fondano gli scopi della stessa, che stabiliscono quindi i limiti, se ci sono, del potere sovraordinato nel suo rapporto con il cittadino.

### Nell'antica Grecia
Già il pensiero greco aveva affrontato la difficoltà fondamentale di trovare un termine oggettivo di distinzione tra il politico e il "prepolitico", tra la norma (nomos) e la natura (physis).
Alcuni considerarono l'universo normativo della convivenza civile come una struttura complessa, determinata arbitrariamente dall'uomo, aleatoria nella sua essenza come l'opinione umana (doxa), frutto di convenzione e non imposta dalla natura.
Esempio paradigmatico della concezione dicotomica norma-natura, è la storia di Antigone, come ci viene narrata dal tragediografo Sofocle: il re Creonte ordina che Polinice, reo di avere attaccato militarmente la sua città, non abbia sepoltura. Antigone, sorella di Polinice, disobbedisce all'ordine del re, per adempiere ad un ordine superiore, quello divino, che impone agli umani di seppellire le spoglie dei parenti.
Una concezione di questo tipo spinse alcuni sofisti (Trasimaco, Protagora, Licofrone) ad elaborare una teoria della genesi dello Stato di matrice individualistica: lo stato nasce per superare la condizione primitiva nella quale ciascun individuo è pienamente libero di perseguire i propri fini senza alcuna limitazione e che è quindi caratterizzata dallo scontro perenne delle singole volontà, risolvendosi in quello che Thomas Hobbes definì il bellum omnium contra omnes.
In tale situazione gli esseri umani, consci dell'aleatorietà della loro condizione, addivennero ad un accordo (synthèke, omologhìa) di astensione reciproca dalla violenza.
Questa concezione della società civile come il prodotto di un accordo, il frutto di una convenzione tra gli esseri umani, trovò in Platone e in Aristotele due illustri avversari.
Il filosofo ateniese considerava la società organizzata, che assegnasse ad ognuno il suo posto e i suoi doveri, il solo luogo in cui la natura umana, con le attitudini e i valori diversi dei singoli, potesse trovare completa espressione.
Sulla stessa linea di pensiero si attestava Aristotele, che considerava lo Stato l'unico luogo in cui l'uomo, ritenuto “animale politico”, fosse in grado di manifestare la sua superiorità rispetto al resto del mondo animale mediante la repressione della ferinità, l'unico luogo nel quale poteva svelare la sua natura morale con la scoperta del giusto e dell'ingiusto.
La creazione di uno Stato, dunque, ossia la costituzione di una comunità politica attraverso l'opera di un nomothètes (legislatore), è sì la conseguenza di un atto cosciente, ma ciò non vuol dire che sia un prodotto innaturale, bensì la manifestazione più compiuta della natura umana.
Nel Critone di Platone troviamo una delle esposizioni più chiare della dottrina contrattualistica che il mondo greco ci ha lasciato: le leggi della pòlis vengono personificate e si rivolgono a Socrate, recluso e condannato a morte.
Esse sostengono che costui sarebbe reo di un triplice delitto qualora fuggisse dalla prigione: perché come cittadino era libero di scegliere un altro posto ove dimorare prima di sottoscrivere un patto di obbedienza alle leggi, sarebbe inoltre un delitto contravvenire ai precetti delle leggi perché queste sono state nei suoi confronti genitrici e nutrici.
La permanenza nella città viene intesa dunque come comportamento concludente sufficiente ad esprimere un consenso implicito al patto originario con il quale fu fondata la convivenza civile.
La teoria del consenso implicito ebbe in verità un ruolo determinante nel pensiero politico successivo e servì come argomentazione per la difesa delle teorie assolutistiche nella conservazione dello status quo.
Fu ripresa anche, come vedremo, da un pensatore liberale come Locke, interessato a superare con essa le aporie derivanti dalla sua posizione individualista.

### Periodo romano
Nel mondo romano il centralismo imperiale diede un contributo notevole alla stasi della riflessione politica e, sostanzialmente, coloro che se ne occuparono non fecero altro che rielaborare teorie precedenti sempre in un clima di diffuso conservatorismo.
Così Seneca ripropose la teoria stoica della degenerazione dello sviluppo umano sostenendo che la nascita dello Stato fu imposta dalla necessità di arginare il ciclo distruttivo della violenza reciproca.
Lattanzio sostenne nelle Divinae institutiones che se la "causa coeundi" dell'umanità fu il bisogno diffuso di protezione, compito e dovere dell'uomo era quello di prestare assistenza al proprio vicino, ed era per tale ragione, morale oltreché politica, che sarebbe stato massimamente esecrabile il comportamento di chi, volontariamente, si fosse allontanato dal consorzio sociale.

### Medioevo
Il pensiero politico medievale fu influenzato in maniera rilevante sia dai principi del diritto romano, conservati grazie all'immensa opera di catalogazione promossa da Giustiniano, sia dalla dottrina della Chiesa.
In un periodo come quello altomedievale, caratterizzato alla notevole instabilità dei centri di potere, la riflessione politica fisiologicamente riguardò soprattutto i limiti del potere sovrano alla luce del conflitto tra Chiesa e potere secolare.
Sia il diritto romano sia i precetti del Cristianesimo erano in grado di ispirare concezioni divergenti della sovranità e dei suoi limiti. Nel primo caso, se da un lato vigeva (Digesto i, 4, I) il principio "quod principi placuit, legis habet vigorem", d'altra parte il potere del principe trovava origine nel consenso popolare espresso mediante la lex regia: "utpote, cum lege regia, quae de imperium eius lata est, populus ei et in eum omne suum imperium et potestatem conferat".
Nella dottrina cristiana, al principio espresso con la formula “Date a Cesare quel che è di Cesare”, si contrapponeva la concezione agostiniana dell'origine dello Stato, per la quale l'affermazione del potere secolare era stata una necessaria conseguenza del peccato.
Agostino da Ippona certamente non parlò di contratto sociale né tanto meno di consenso popolare, tuttavia la sua teoria dell'origine peccaminosa dello Stato (in base alla quale dalla città di Dio si scende alla città dell'uomo) offrì alla Chiesa un potente argomento per giustificare la sua ingerenza nelle dinamiche del potere secolare.
Un principio costante nella teoria del governo dei popoli germanici è quello della bilateralità, per il quale i re, al momento dell'assunzione del potere, ossia durante la cerimonia di incoronazione, erano tenuti a prestare un giuramento coram populo, con il quale, solennemente, si impegnavano a garantire a tutti giustizia, sicurezza e buon governo in cambio della fedeltà dei sudditi.
Ciò consente a noi di considerare non incondizionata quella fedeltà ma strettamente legata alla condotta del re che era sì titolare del potere sovrano, ma non per questo autorizzato a legiferare arbitrariamente, dovendo la legge positiva sempre e comunque operare in uno spazio limitato stabilito da principi di diritto naturale, di origine consuetudinaria, dei quali il popolo si considerava depositario.
Il pactum diffuso tra i Franchi e gli altri popoli teutonici, non è certamente un contratto sociale, ossia non ha la funzione di giustificare l'origine del consorzio civile, ma risponde ad esigenze meramente pratiche di obiettiva definizione dei limiti della sovranità. Esso è un contratto di governo.
L'uso di tali accordi tra sovrano e sudditi, il cui primo esempio storico ci è dato dai Visigoti in Spagna negli Atti del Quarto concilio di Toledo del 633, per arrivare fino al XIII secolo con la Magna Charta di Giovanni Senzaterra, ci consente di affermare che il concetto assolutistico (hobbesiano) della solutio legibus del sovrano è ancora di là da venire e costituirà una delle conseguenze di un cambiamento generale degli assetti della società, dovuto all'accentramento del potere da parte del principe mediante la conquista del monopolio degli eserciti, e la simultanea perdita di potere contrattuale della nobiltà feudale, e con la conseguente affermazione del diritto pubblico come strumento regolativo dei rapporti tra i poteri: “l'assimilazione dei diritti pubblici a quelli privati, e la natura reciproca del vincolo fra governati e governante, esistevano nel sistema feudale molto più chiaramente che in qualunque altro; e questi due elementi erano necessari alla teoria del contratto. Essa non avrebbe potuto sorgere se non in un'età in cui i diritti pubblici erano concepiti induttivamente, cioè inferiti dai diritti particolari dei signori che comandavano, e in un'età dominata dall'idea del diritto privato; infatti la teoria del contratto presume l'esistenza di diritti privati e obblighi giuridici privati anteriori a tutti i diritti pubblici e alla stessa esistenza dello Stato.”

### Tardo Medioevo e Rinascimento
Nel periodo della Lotta per le investiture, abbiamo già visto che la Chiesa aveva affermato il proprio diritto di veto nell'elezione dei re, ricorrendo alla teoria agostiniana del peccato come causa prima della nascita del potere secolare, indicando nel Pontefice l'unica autorità in grado vagliare la giustizia o l'ingiustizia di un monarca; i concetti di giustizia ed ingiustizia nella gestione del potere e l'adozione della teoria contrattuale dell'origine dello Stato spinsero Manegoldo di Lautenbach ad elaborare la prima versione democratica del contrattualismo.
Egli sosteneva che, poiché il sovrano possiede una grande quantità di poteri sul resto degli esseri umani, è necessario che sia il migliore tra loro, perché solo in quel caso potrà governare il suo popolo con equità; nel caso in cui colui che è stato scelto (eligitur) al popolo per tutelare la giustizia nello Stato, imponga invece ai suoi sudditi un'odiosa tirannia, questi avrebbero tutto il diritto di ribellarsi ad esso e di violare il patto di obbedienza che avevano contratto, giacché il sovrano per primo, con la sua condotta iniqua, si era reso inadempiente ai suoi supremi doveri come il guardiano di porci che, assunto per pascere i maiali, cominci a macellare e distruggere il gregge...
Certamente lo spirito democratico di Manegoldo non può essere considerato rappresentativo della sua epoca, giacché in altri autori a lui contemporanei il ruolo che il primo assegnava al popolo era invece attribuito ai principi elettori o al clero (Paul Von Bernried) che effettivamente possedevano diritti elettorali; tuttavia il suo pensiero ripropone di nuovo il concetto di bilateralità nell'assunzione del potere secolare, vera chiave di volta della teoria politica medievale, e la conseguente concezione di una sovranità sub lege e non praeter legem, dove la lex coincideva con l'equità e questa con i diritti portati da usi secolari e dei quali il popolo voleva rimanere comunque geloso custode, donde l'affermarsi, tra gli scrittori dell'epoca, del topos della resistenza al tiranno.
L'affermarsi della filosofia scolastica contribuì in maniera decisiva allo sviluppo della riflessione politica in senso speculativo e maggiormente orientata all'indagine sulle origini dello Stato rispetto alla teoria del buon governo che aveva impegnato gli scrittori politici altomedievali.
Il problema centrale era quello di riuscire a conciliare la dottrina di Aristotele, la cui opera, riscoperta da poco, aveva acquisito un'immensa autorità, con quella contrattualista affermatasi nei secoli precedenti e risalente alla teoria della lex regia.
Come abbiamo visto il filosofo greco considerava l'uomo un animale sociale e quindi lo Stato un fenomeno meramente naturale, generatosi per aggregazione di unità più elementari, gli individui, le famiglie: "Essi [gli esseri umani] quindi, anche se non hanno bisogno di aiuto reciproco, desiderano non di meno di vivere insieme: non solo, ma pure l'interesse comune li raccoglie, in rapporto alla parte di benessere che ciascuno ne trae. Ed è proprio questo il fine di tutti in comune e di ciascuno in particolare: ma essi si riuniscono anche per il semplice scopo di vivere e per questo stringono la comunità statale."
L'accordo tra lo spontaneismo aristotelico e il volontarismo contrattualista fu trovato nella considerazione che la Natura, intesa anche come volontà divina, fosse la causa impulsiva dell'aggregazione sociale ma che, per l'epifania dello Stato, fosse necessario l'accordo tra gli esseri umani: attraverso questo compromesso essi perdevano la loro libertà ferina, resa tale dalle conseguenze del peccato originale, e stabilivano al di sopra di loro e per volontà di Dio, un organo sovrano con plenitudo potestatis per stabilire l'ordine e al fine di garantire la sostenibilità del consorzio.
Sia in Giovanni da Parigi (Tractatus de potestate regia et papali), sia in Guglielmo di Ockham (Dialogus inter magistrum et discipulum), sia in Nicolò Cusano (De concordantia catholica) troviamo l'elemento spontaneistico dell'aggregazione e quello volontaristico della sottomissione, rinveniamo inoltre il ruolo della Natura come limite al potere sovrano e l'inferenza per cui il soggetto costituito (il sovrano) non può assumere nei confronti del soggetto costituente (il popolo) poteri ulteriori rispetto a quelli trasmessi mediante accordo, senza con ciò corrompersi in tirannia, potendo dunque pretendere l'obbedienza solo per quelle cose “quae ad utilitatem communem proficiunt”.

### Età barocca
Le guerre di religione che scoppiarono in Europa nel XVI secolo influenzarono profondamente il pensiero dell'epoca ed indirizzarono la riflessione politica sulla polemica antiassolutistica e sulle ragioni della resistenza nei confronti degli oppressori della libertà di coscienza religiosa.
Da molti autori in effetti è stato indagato il rapporto esistente tra l'individualismo politico ed il cristianesimo protestante e, quantunque gli sviluppi storici possano individuare in epoche posteriori la realizzazione politica di questo connubio, specialmente negli assetti governativi sorti nelle comunità protestanti del New England, non possiamo ignorare la produzione letteraria della comunità ugonotta francese della seconda metà del XVI secolo e l'influenza che ebbe sul pensiero contrattualista successivo.
Tra questi scritti politici il più noto e quello che ebbe maggiore risonanza e fu considerato la summa del pensiero politico degli ugonotti è il Vindiciae contra tyrannos del 1579: in questa opera, che raccoglie e riordina gli argomenti della produzione libellistica precedente, si pongono quattro domande: se i sudditi debbano obbedire ai sovrani qualora pongano dei comandi contrari alla legge divina; se è legittimo resistere ad un principe che vìoli la legge divina; se è legittimo resistere ad un potere oppressivo; se i prìncipi debbano soccorrere i sudditi di altri Stati perseguitati per la loro fede o soggetti alla condotta tirannica di un altro sovrano.
Nelle Vindiciae troviamo due patti (nell'opera incontriamo sovente i termini pactum e foedus), uno fra Dio, il re e il popolo ed il secondo fra il re e il popolo solamente. Il primo ovviamente non può essere considerato un contratto sociale né di governo ma, non rivestendo una significativa rilevanza dal punto di vista politico, ha lo scopo di agganciare la riflessione politica alla tradizione biblica, nella quale si vogliono trovare le radici storiche anche del secondo patto, quello tra il sovrano e il popolo che trova la sua prima testimonianza storica nel patto concluso dal re Gioas con il popolo d'Israele (II, RE, 11).
Bisogna considerare che, sebbene l'opera adombri una visione contrattualistica del rapporto governante-governati, tuttavia l'accordo primigenio non è visto come l'incontro di volontà autonome, piuttosto come la realizzazione fenomenica di una necessità universale, significata dalla presenza di Dio come termine di legittimazione del secondo patto; lo schema contrattualistico rimane comunque lo strumento più adatto per giustificare la resistenza al governo oppressivo, il diritto alla quale, nelle Vindicae, spetta non già all'intero popolo, bensì ai magistrati o alle assemblee, quindi a dei poteri intermedi.
Gli strumenti concettuali dei monarcomachi cattolici della fine del XVI secolo sono gli stessi della libellistica protestante considerando il fatto che autori come Rousseau e Mariana adoperassero il tipo contrattuale non nella soluzione del passaggio dallo stato ferino a quello civile, aderendo così al tema spontaneistico di Aristotele, bensì riscoprendo la logica del sinallagma nella gestione del potere, disciplinata nei princìpi da un contratto di governo espresso o tacito per cui attraverso la legge si priva il sovrano della facoltà di esercitare il suo ruolo ad libitum, riponendo nel popolo il vaglio della critica ed il diritto di riappropriarsi della potestas a suo tempo delegata nell'ipotesi della degenerazione tirannica.
Un pensatore di notevole rilievo sia per l'influenza che ebbe su John Locke sia perché introdusse in Inghilterra la riflessione contrattualistica continentale fu Richard Hooker.
Nella sua opera The Laws of Ecclesiastical Polity egli, nell'analisi delle origini della società, distingue un primo momento di aggregazione naturale da una successiva sistemazione artificiale della società: "Due sono i fondamenti che sorreggono le società: il primo è costituito da un'inclinazione naturale per cui tutti gli esseri umani desiderano la vita sociale e la compagnia, il secondo è rappresentato da una disposizione su cui si è convenuto espressamente o segretamente relativa alla modalità della loro unione nella convivenza."
Notiamo dunque che egli distingue nettamente un primo momento di aggregazione degli individui, rappresentato dal contratto sociale, da un secondo momento, in sé non naturalisticamente determinato come il primo, in cui gli esseri umani, resisi consci della insostenibilità di una convivenza anarchica, addivennero ad un secondo accordo, il cosiddetto contratto di governo, attraverso il quale posero sopra di sé le istituzioni. I termini di questo secondo patto essendo noti a poche persone e via via, con il passare del tempo, a nessuno, vengono quindi espressi dalla costituzione stessa dello Stato, mediante le leggi, che descrivono espressamente gli assetti istituzionali, o attraverso l'autorizzazione implicita in antiche consuetudini.
La soluzione che egli dà al problema del consenso intergenerazionale, per il quale si trovano ad essere vincolati ad un patto anche i discendenti di coloro che lo approvarono, stempera notevolmente la carica individualistica della teoria di Hooker, dal momento che questi pose come soggetti attivi del pactum societatis le corporazioni in vece dei singoli ed affermò l'immortalità delle prime e con essa la vigenza onnipresente degli accordi da esse compiuti.
A metà strada tra individualismo e corporativismo si pone il pensiero di Althusius, il quale fonda sul consenso qualsiasi forma di associazione umana e non solamente lo Stato. Nella sua Politica methodice digesta individua cinque tipi di associazioni: la famiglia, la confraternita, la comunità locale, la provincia e lo Stato. Ciascuna consociatio nasce dall'accordo costituito tra le associazioni di dimensioni minori le quali trasferiscono solamente quella parte di potere necessaria al funzionamento dell'associazione più vasta conservando il diritto di svincolarsi da uno Stato per legarsi ad un altro, realizzandosi così un sistema federale o di decentramento politico-amministrativo.
Se è vero che la logica della societas è dominante nell'apparato teorico di Althusius, donde si potrebbe sostenere la natura contrattualistica del suo sistema, tuttavia non bisogna dimenticare che la struttura degli accordi esponenziali estromette l'individuo come soggetto attivo e sotto un diverso punto di vista, ossia considerando le funzioni delle istituzioni più che il momento della loro costituzione giuridica, egli crea uno Stato corporativo in cui ogni diritto è pubblico e non privato.
Nel XVII secolo vediamo quindi l'affermazione pressoché definitiva del contrattualismo che, riuscendo a convivere con la concezione aristotelica della natura sociale dell'uomo, comincia a svolgere la sua funzione di limite teorico del potere sovrano, considerato originariamente limitato dal pactum, e si pone, in alcuni casi, come valido strumento argomentativo nella lotta alla tirannia per mezzo del diritto alla resistenza anche armata (monarcomachi) o attraverso la proposta dell'istituzione di poteri di controllo sull'operato del re.
Il pensiero contrattualista tuttavia non riesce ancora ad emanciparsi dalla dicotomia sovrano-popolo, governante-governati, donde permane un ineliminabile scarto tra chi detiene il potere e chi lo subisce perché ab ovo lo trasferì con l'accordo, riservando a sé, come clausola di salvaguardia, il diritto di reagire all'esercizio abusivo del governo.
Nella prima metà del XVII secolo le comunità puritane che si stabilirono nel New England, in fuga dal clima persecutorio presente in Inghilterra, svolsero un ruolo di certo rilievo nell'affermazione della teoria del contratto sociale. Basti pensare che i coloni attuarono storicamente, nella varie dichiarazioni di fondazione delle comunità, prima fra tutte quella dei Padri Pellegrini nel 1620, quel contratto originario, quel patto costitutivo, che fino ad allora era rimasto un'ipotesi interpretativa, un argomento di significato euristico se non addirittura una fictio juris.
Per i teorici puritani la prima e vera ragione della nascita di un consorzio tra gli esseri umani risiede nella difesa della parola di Dio e nella sua adorazione pubblica, che porta ad un patto sacro tra i fedeli per l'edificazione della Chiesa congregazionista. Il sorgere della comunità politica è un'istanza di secondo piano o meglio strumentale rispetto alla fondazione della comunità di fede, il governo civile vedendo la sua unica giustificazione nella difesa della Chiesa, come braccio secolare.
I teorici americani affermano dunque la matrice volontaristica e consensuale dell'atto costitutivo, avvalendosi, come avevano già fatto gli Ugonotti, della tradizione biblica ossia dei patti dell'Antico Testamento.
Roger Williams nella sua opera The Bloudy Tenent of Persecution anticipa la teoria di Locke dell'amministrazione fiduciaria del potere, sostenendo che "i governi, in quanto costituiti e stabiliti dal popolo, non hanno un potere e una durata maggiori di quanto è stato affidato loro dal potere civile, ovvero dal popolo, che ha espresso il suo consenso ed accordo" sostenendo che ecceda dai suoi poteri quel ministro o magistrato che eserciti in qualunque materia a lui non espressamente affidata dall'autorità popolare.
In Inghilterra l'affermarsi della teoria del contratto si ebbe principalmente tra i sostenitori del parlamentarismo o della monarchia cosiddetta mista nella quale al potere del sovrano doveva contrapporsi il ruolo di controllo del Parlamento, che era chiamato a legiferare insieme al sovrano in materia di imposizione fiscale.
L'ala più radicale della sinistra Parlamentare era rappresentata dai Levellers i quali dapprima appoggiarono il Long Parliament ed in seguito, resisi consapevoli che anche un governo parlamentare poteva rivelarsi oppressivo, incentrarono la loro lotta politica nella conquista di una carta fondamentale che potesse ancorare su basi certe i diritti naturali dei cittadini.
Il ritorno al tema di un documento fondamentale, di un accordo scritto che recepisse materialmente il consenso dei cittadini, come il The Agreement of the People del 1647, che doveva essere fatto circolare nelle campagne e doveva ottenere la firma del maggior numero di persone, rispondeva all'esigenza di ancorare ad un contenuto minimo il tema dei diritti naturali, con il fine di costituire un limite ultimo alla sfera di azione della sovranità, fosse anche questa passata nelle mani del Parlamento.
Tra i teorici del consenso popolare che si affermarono nel XVI secolo ebbe per un certo periodo seguito la teoria del rapporto popolo-sovrano fondata sull'istituto dell'amministrazione fiduciaria, una versione certamente più audace rispetto a quella tipicamente contrattualistica, in quanto prevedeva per i governati il diritto, esercitabile ad libitum, di revocare la fiducia nei confronti dei governanti, per l'amministrazione della cosa pubblica. Questo punto di vista fu espresso chiaramente da John Milton, ministro degli esteri di Oliver Cromwell, nella sua opera The Tenure of Kings and Magistrates dove egli sostiene che, dato che il potere del sovrano deriva direttamente dal popolo, questo “tutte le volte che lo giudicherà come la cosa migliore, potrà sceglierlo o rigettarlo, mantenerlo o deporlo anche quando non si tratti di un tiranno, semplicemente per la libertà e il diritto di esseri umani liberi di essere governati come sembra loro meglio”.

## Hobbes
Hobbes espone la propria teoria della natura umana, della società e dello stato nel Leviatano. Poiché il diritto ha origine naturale per ogni ente, inclusi gli esseri umani, nello stato di natura gli esseri umani si ritrovano ad avere tutti quanti gli stessi diritti su qualsiasi cosa e ingaggiano una guerra che vede tutti contro tutti (bellum omnium contra omnes; homo homini lupus = l'uomo è un lupo per ogni altro uomo).
Tuttavia gli esseri umani hanno un comune interesse ad arrestare la guerra per assicurarsi un'esistenza che altrimenti sarebbe impegnata soltanto nella guerra per difendere beni di cui non si potrebbe mai godere, così formano delle società stipulando un contratto sociale (chiamato "Patto" da Hobbes) in cui limitano la loro libertà, accettando delle regole che vengono fatte rispettare dal leviatano-Capo dello stato.
(Leviatano p. 167)
Per liberarsi dalla condizione primitiva in cui tutti competono con tutti (bellum omnium contra omnes) e la vita è nasty, brutish, and short (spiacevole, grezza, e breve), si deve costituire una società efficiente, che garantisca la sicurezza degli individui, condizione primaria per il perseguimento dei desiderî. A questo scopo tutti gli individui rinunciano ai propri diritti naturali, stringendo tra loro un patto con cui li trasferiscono a una singola persona, che può essere o un monarca, oppure un'assemblea di esseri umani, che si assume il compito di garantire la pace entro la società.
Per questo Hobbes è spesso considerato un teorico del giusnaturalismo, dove il diritto naturale precede e fonda quello civile. Tuttavia tale visione è dibattuta: difatti, solitamente, il giusnaturalismo tende a stabilire delle leggi naturali che facciano da limite al potere statale; da parte sua, invece, Hobbes utilizza le leggi naturali per dimostrare che il potere statale, per poter funzionare efficacemente, dev'essere illimitato, privo di vincoli, e indiviso; in questo modo si pone agli antipodi di pensatori classici del giusnaturalismo, come ad esempio Locke.

## Locke
Nell'opera Due trattati sul governo John Locke esprime il suo pensiero circa lo stato di natura.
È anche uno stato di eguaglianza, in cui ogni potere e ogni giurisdizione è reciproca, nessuno avendone più di un altro, poiché non vi è nulla di più evidente di questo, che creature della stessa specie e dello stesso grado, nate, senza distinzione, agli stessi vantaggi della natura, e all’uso delle stesse facoltà, debbano anche essere eguali fra di loro, senza subordinazione o soggezione, a meno che il signore e padrone di esse tutte non ne abbia, con manifesta dichiarazione del suo volere, posta sopra le altre, e conferitole, con chiara ed evidente designazione, un diritto incontestabile al dominio e alla sovranità.»
(Saggio sul Governo)
Locke aggiunge, però, che la perfetta libertà e l'uguaglianza non implicano che lo stato di natura sia uno stato di licenza: nessuno ha il diritto di distruggersi e di distruggere gli altri per la propria conservazione. Infatti, lo stato di natura è limitato da una legge di natura, che coincide con la ragione, sulla cui base è possibile costituire una società ordinata con rispetto e uguaglianza reciproca.
(Saggio sul governo)
Secondo la medesima legge di natura, che vuole la pace e la conservazione di tutti gli esseri umani, è necessario, dunque, sia conservare e difendere gli altri, anche sopprimendo l'offensore; sia di punire i trasgressori di questa legge, in modo da proteggere gli innocenti e reprimere gli offensori. Per il principio di uguaglianza, tutti possono far osservare questa legge: nessuno infatti ha superiorità e giurisdizione assoluta o arbitraria sopra un altro. La naturale condizione umana non è per Locke, come per Hobbes, il "bellum omnium contra omnes". Ogni uomo ha in sé una naturale predisposizione alla giustizia e alla pace; queste sono legge naturale prima che legge sociale. Diversamente, né la pace né giustizia sarebbero realizzabili.
Ognuno può retribuire al colpevole, secondo quanto dettano la ragione tranquilla e la coscienza, una punizione proporzionata alla sua trasgressione, nei termini di riparazione e repressione. Il violatore è infatti pericoloso agli esseri umani, dal momento che da lui è trascurato o infranto il vincolo inteso a garantirli dall'offesa e dalla violenza. Nello stato di natura, ognuno ha il potere esecutivo della legge di natura.
(Saggio sul governo)
Tuttavia, Locke ammette facilmente che la parzialità degli esseri umani nel giudicare se stessi e i propri amici comporta confusione e disordine. Per questo, pone il governo civile come il rimedio adatto agli inconvenienti dello stato di natura. Nello stato di diritto, o stato sociale, l'uomo si trova di fronte a regole stabili, da sempre impresse nel suo cuore e non imposte da nessuno, alle quali si deve attenere. Tuttavia, prima dello Stato, deve esistere una società autosufficiente, come la famiglia, che si costituisce a partire da una naturale tendenza dell'uomo verso gli altri. Infatti gli esseri umani sono stati creati per vivere in società e non in solitudine.

## Rousseau
Rousseau vedeva una divaricazione sostanziale tra la società e la natura umana. Rousseau affermava che l'uomo fosse, in natura, buono, un "buon selvaggio", e venisse successivamente corrotto dalla società; vedeva questa come un prodotto artificiale nocivo per il benessere degli individui.
Nel Discorso sull'ineguaglianza, illustrò il progresso e la degenerazione dell'umanità da un primitivo stato di natura sino alla società moderna. Rousseau suggeriva che gli esseri umani primordiali fossero individui isolati, diversi dagli altri animali unicamente per il possesso del libero arbitrio e per la capacità di perfezionarsi. Questi esseri umani primitivi erano dominati dall'impulso di autoconservazione ("amore di sé") e da una disposizione naturale alla compassione e alla pietà verso i simili. Quando l'umanità fu costretta a vivere in comunità, a causa della crescita della popolazione, subì una trasformazione psicologica, in seguito alla quale cominciò a considerare la buona opinione degli altri come un valore indispensabile per il proprio benessere. Rousseau associava questa nuova forma di consapevolezza a un'età dell'oro della prosperità umana.
Tuttavia, lo sviluppo dell'agricoltura e della metallurgia, e la conseguente creazione della proprietà privata e della divisione del lavoro, portarono a una crescente dipendenza reciproca degli individui e alla disuguaglianza tra gli esseri umani. La conseguente condizione di conflitto tra chi aveva molto e chi poco o nulla, fece sì, secondo Rousseau, che il primo Stato fu inventato come una forma di contratto sociale suggerito dai più ricchi e potenti. Difatti i ricchi e i potenti, tramite tale contratto, sanzionarono la proprietà privata, lo stato di fatto e quindi istituzionalizzarono la diseguaglianza come se fosse inerente alla società umana. Rousseau intendeva la propria proposta per un nuovo contratto sociale come un'alternativa a questa forma fraudolenta. Al termine del Discorso sull'ineguaglianza, Rousseau spiega come il desiderio di essere considerati dallo sguardo altrui, che si era generato durante l'età dell'oro, aveva potuto, sul lungo periodo, corrompere l'integrità e l'autenticità degli individui all'interno di una società, quella moderna, segnata dalla dipendenza reciproca, dalle gerarchie e dalle diseguaglianze sociali.
Se il Discorso sull'ineguaglianza costituisce una pesante critica della civiltà e della società per come storicamente si sono date, il Contratto sociale (il quale si apre con la famosa frase: «L'uomo è nato libero e ovunque si trova in catene») contiene la proposta politica di Rousseau, ovvero le risposte ai problemi da lui stesso sollevati.
Tenendo presente che Rousseau ritiene impossibile un ritorno allo stato di natura, e che secondo la sua visione i problemi posti dalla civiltà vanno superati nella civiltà, nel Contratto sociale egli si propone di esporre quale sia l'ordinamento sociale e politico che meglio consente di coniugare ciò che il diritto autorizza e ciò che l'interesse suggerisce, «in modo che la giustizia e l'utilità non si trovino separate.»
Nel primo dei quattro libri di cui l'opera si compone l'autore ricapitola brevemente l'origine delle prime società per come l'aveva ricostruita nei testi precedenti, e quindi passa a dimostrare l'inconsistenza dell'espressione "diritto del più forte": per Rousseau la forza non fonda alcun diritto, non genera alcuna legittimità, perché chi si sottomette a un forte è costretto a farlo (lo fa per forza, appunto, e non per scelta o per dovere) e questo significa che la parola "diritto" non aggiunge nulla alla parola "forza"; d'altra parte, il più forte conserva il suo preteso diritto solo finché rimane tale, e lo perde non appena qualcuno si rivela più forte di lui.
Quindi Rousseau analizza il problema della schiavitù, e procede con la confutazione delle tesi sostenute in proposito da Grozio. In primo luogo, secondo Rousseau, non è possibile che un individuo scelga di alienare la propria libertà, e con essa tutti i suoi diritti, all'arbitrio di un altro senza che sia uscito di senno (e «la pazzia non crea diritto»); in secondo luogo, chiunque rinunci alla propria libertà non può con questo arrogarsi il diritto di rinunciare a quella dei suoi figli in loro nome, il che rende assurda la schiavitù ereditaria (come Rousseau aveva già affermato nella seconda parte del Discorso sulla diseguaglianza, sostenere che il figlio di una schiava nascerebbe schiavo equivale a sostenere che un uomo non nascerebbe uomo); in terzo luogo, l'atto con cui un uomo rinuncia alla propria libertà è diverso dall'atto con cui potrebbe rinunciare a una proprietà, perché degrada l'essere stesso dell'uomo, è incompatibile con la sua natura e porta a stabilire un contratto cui la mancanza di «equivalenza e reciprocità» toglie ogni valore giuridico. Grozio sosteneva anche che l'atto con cui, in guerra, un vincitore risparmia un vinto rende il primo proprietario della vita e dei diritti del secondo (il quale diventa legittimamente suo schiavo); Rousseau risponde che lo stato di guerra può sussistere tra due esseri umani o tra due Stati, ma non tra un uomo e uno Stato, «dato che è impossibile stabilire un vero rapporto tra cose di natura diversa»: quindi, dato che nel momento in cui un soldato viene vinto cessa di essere una minaccia per lo Stato suo nemico, il vincitore deve trattarlo semplicemente come un uomo con tutti i suoi diritti. Inoltre, poiché la conquista di uno schiavo per mezzo di questo presunto diritto del vincitore deriva dalla sola forza (prolunga cioè lo stato di guerra tra i due esseri umani piuttosto che interromperlo), è ancora una volta un non-diritto, il quale viene meno non appena lo schiavo riesce fisicamente a eludere le sue catene.
Avendo rifiutato la fondazione della società sulla base della forza o della schiavitù, e rifiutando anche le fondazioni basate sul diritto divino o sul paternalismo politico, Rousseau passa quindi a esaminare quello che secondo lui è l'atto propriamente costitutivo delle società umane, con cui si trasforma un gruppo inorganico e disorganizzato in una comunità regolata da precise convenzioni: «Prima di esaminare l'atto attraverso il quale un popolo elegge un re sarebbe bene esaminare l'atto per il quale un popolo è un popolo, perché quest'atto, precedendo necessariamente l'altro, costituisce il vero fondamento della società.»
Quest'atto, che Rousseau legge nella forma tradizionale del contratto sociale, è la risposta che una comunità dà al problema di «trovare una forma di associazione che protegga, mediante tutta la forza comune, la persona e i beni di ciascun associato e per mezzo della quale ognuno, unendosi a tutti, non obbedisca tuttavia che a sé stesso e rimanga libero come prima.» La clausola fondamentale di tale patto, quella che lo rende legittimo (l'unico, in effetti, legittimamente possibile), è che ognuno (come singolo) si dia a tutti gli altri (come comunità) e (come membro della comunità) riceva tutti gli altri (come singoli). Se quest'alienazione dei diritti, dei doveri, del potere e dei beni di ciascuno avviene senza riserve, ognuno, dandosi a tutti, non si dà a nessuno, e nessuno ha interesse a rendere onerosa la condizione altrui (o renderebbe onerosa la propria): «Non c'è associato sul quale non si acquisti lo stesso diritto che gli si cede su sé stessi, si guadagna l'equivalente di tutto ciò che si perde e più forza per conservare quello che si ha.»
Dalla comunità, così costituita in un autentico corpo politico, si origina una volontà unitaria del popolo in quanto Stato che determina le azioni del popolo in quanto sovrano: è quella che Rousseau chiama la volontà generale (volonté générale). E il popolo, come comunità deliberante caratterizzata da una precisa volontà (quella generale, che va verso il bene della comunità stessa), è il depositario di tutta la sovranità; il Sovrano (cioè il corpo politico inteso in senso attivo, come autore delle leggi, laddove lo Stato, o insieme dei soggetti, è il corpo politico inteso in senso passivo, come destinatario delle leggi) è formato solo dai singoli, e non può avere interessi contrari ai loro. È chiaro che la volontà particolare di qualcuno può divergere dalla volontà comune del corpo politico: ma, per la simmetria di base del contratto sociale, «esso contiene implicitamente questo impegno, che solo può dar forza agli altri: chiunque rifiuterà di obbedire alla volontà generale vi sarà costretto da tutto il corpo, il che non significa altro che lo si forzerà a essere libero.»

## John Rawls
Dopo Rousseau il contrattualismo fu ripreso da Immanuel Kant che nell'opera La metafisica dei costumi (1797) ci offre una dottrina assai influenzata dal filosofo ginevrino, ma mediata da altrettanto importanti istanze lockiane. Dopo la pesante critica di Hegel, il contrattualismo perse molto della sua importanza per tutto il diciannovesimo secolo e per gran parte del ventesimo.
Solo nella seconda metà del '900, si è assistito ad una sua rinascita: questa si deve specialmente ad opera del filosofo John Rawls. Il contrattualismo di Rawls costituisce una vera novità rispetto al passato: nel libro Una teoria della giustizia del 1971, Rawls infatti si pone il problema di trovare dei principi di giustizia che siano alla base della società. Si immagina quindi una situazione definita come 'posizione originaria' in cui gli individui devono scegliere i principi che saranno alla base della società che sta per nascere. Questi individui ignorano la propria posizione sociale, la propria ricchezza, le proprie inclinazioni psicologiche e così via. Questo per evitare che chi stipula i principi cerchi di favorire la propria particolare condizione. Questa condizione è detta velo d'ignoranza. L'obiettivo di Rawls è quello di trovare dei principi di giustizia, a differenza del contrattualismo di Hobbes, Locke, Kant o Rousseau,che aveva invece come fine la giustificazione del potere di chi governa lo Stato di diritto.